# Terre de Liens
Terre de Liens és un moviment ciutadà francès que té per objectiu eliminar les barreres econòmiques d'accés a la terra per a facilitar la instal·lació dels agricultors que ho sol·liciten, així com treballar per preservar les terres agrícoles . En particular lluitant contra l'especulació immobiliària i l' artificialització de les terres agrícoles.

## Les estructures que componen Terre de Liens
El moviment Terre de liens està format per tres entitats franceses d'àmbit estatal, una federació i dues estructures financeres que posseeixen terres i edificis, una societat immobiliària i una fundació.

### La Federació
La federació Terre de Liens és una associació de dret de 1901 creada l'any 2003. Dona suport als impulsors de projectes agraris en la seva reconversió a l'agricultura ecològica i en la recerca de terres, alhora que ajuda els propietaris de terres en la seva transmissió.
Per a això, l'associació nacional es recolza en un lloc d'anuncis classificats, un centre de recursos i un centre de formació. Reuneix 19 associacions regionals. Garanteix el compliment dels principis fundacionals del moviment i co-gestiona el funcionament de la societat immobiliària.
La xarxa associativa treballa en la sensibilització de les autoritats locals sobre la gestió i l'orientació dels usos del sòl agrícola. En particular, sobre les polítiques vinculades a l'ocupació, en el marc dels Plans de desenvolupament econòmic, al desenvolupament amb els Pla d'urbanisme local, a l'alimentació amb el projecte territorial d'alimentació de les regions, a l'energia en el marc del Pla Climàtic del govern francès i la protecció del sòl, l'aigua i la biodiversitat amb el pla de desenvolupament i gestió de l'aigua o un en la gestió de contractes d'arrendament ambiental.
L'obtenció del segell d'organització nacional amb vocació agrícola i rural per part de l'Estat l'any 2015, li permet formar part de les comissions departamentals de preservació dels espais naturals, agrícoles i forestals, la missió de les quals, sota la presidència de l'Estat en els departaments vigilat a través dels prefectes nomenats pel ministeri d'interior, és opinar sobre els projectes que consumeixen grans quantitats de sòl. Aquest sistema forma part del desenvolupament territorial a través del manteniment i desenvolupament de l'agricultura periurbana.

### La Societat immobiliària
La "Societé Foncière" o Societat immobiliària és una societat comanditària per accions creada a finals de 2006, a iniciativa de l'associació nacional Terre de liens (ara federació) i La Nef que és una de les principals entitats de finances ètiques i cooperatives.
Aquesta eina d'inversió solidària serveix als objectius del moviment. Els accionistes no tenen poder sobre la direcció de la societat que gestiona els actius immobiliàris. La gestió dels actius immobiliaris està comanditada per la SARL (societat limitada) "Terre de liens gestion", que està assessorada per un comitè de seguiment i la gestió de la qual està controlada per un consell de supervisió .
Des de la seva creació, la societat immobiliària ha estat sotmesa al control anual de l' Autoritat dels Mercats Financers . L'acord resultant d'aquests controls és fonamental per a l'emissió d' ofertes públiques de valors financers .

### La Fundació
La fundació Terre de Liens, que recull donacions (diners, terres, granges, etc.) i llegats, es va crear el maig 2013 i succeeix un fons de dotació . Va ser reconegut com a d'utilitat pública pel Consell d'Estat l'any 2013.

## Filosofia

### Origen
El projecte Terre de liens neix arran d'una reflexió sobre l'accés a les terres agrícoles, iniciada per la xarxa d'experimentació i enllaç d'iniciatives en zones rurals (Relier) l'any 1998.
L'associació nacional Terre de liens va ser fundada l'any 2003 per organitzacions d' agricultura ecològica, desenvolupament rural, economia solidària, finances ètiques i educació popular. El projecte, inspirat en el model Hàbitat i Humanisme, va trobar el seu primer suport de Biocoop, La Nef, el moviment d'educació popular Relier, la Federació Nacional d'Agricultura Ecològica (Fnab) i el Moviment d'agricultura biodinàmica.
El moviment Terre de liens dona suport als candidats a la instal·lació agrícola, als agricultors que vulguin transferir la seva finca i als propietaris de terres. Aquesta té la intenció d'adquirir terres agrícoles per tal de protegir-les d'una potencial especulació financera i d'una concentració de terres agrícoles en poques mans a França. El moviment estableix contractes d'arrendaments rurals ambientals, amb l'objectiu de confiar el lloguer agrícola als pagesos amb la condició de clàusules ambientals exigibles per llei,.
Aquest projecte permet facilitar la instal·lació agrària, al alliberar els petits agricultors de la barrera econòmica de l'adquisició de terres, a canvi de l'obligació de certificació de la producció en agricultura ecològica i de vinculació amb el territori.

## Història
Des de la seva creació l'any 2006, la societat immobiliària (filial de l'associació Terre de Liens) ha recaptat 55 milions d'euros i ha adquirit més de 300 finques, amb una superfície de 9 000 hectàrees. Aquest patrimoni és llogat a 700 pagesos,.
Les accions de Terre de Liens tenen el segell Finansol des del desembre de 2007. Foncière Terre de Liens comptava a finals de 2007 amb 160 accionistes naturals o persones jurídiques, per un capital de 800 000 €.
La societat immobiliària va fer l'any 2008 una oferta pública inicial que li va permetre recaptar, en tres mesos, 4,5 milions d'euros. A finals de 2008 posseïa vuit granges d'horta biodinàmiques a la Creuse, cereals ecològics per a un pagès-forner a la Drôme, agricultura ecològica a Isère, vinyes biodinàmiques al Jura,. Està aprovada com a empresa solidària d'utilitat social per la prefectura de Drôme.
A finals de 2011, l'empresa immobiliària va guanyar el gran premi de finances solidàries atorgat pel diari Le Monde i Finansol . Aquest premi premia la utilitat social i ambiental d'una estructura.
Finals de 2012, 25 000 000 Es recapten i es donen suport a 70 projectes.
L'any 2016, la societat immobiliària tenia un capital de 50 milions d'euros de 11.460 actionnaires, el que li va permetre adquirir 3.000 hectàrees i instal·lar 202 pagesos en 122 finques. Aquell mateix any, la Caisse des Dépôts et Consignations va invertir 6 milions d'euros a la immobiliària Terre de Liens.
L'any 2017, la companyia immobiliària tenia més de 65 milions d'euros d'estalvi, i es va etiquetar “ empresa solidària » de Finansol. Al març de 2017 compta amb 139 fermes, l'impacte ambiental de les quals es considera inferior a la mitjana de l'agricultura ecològica.
El 2018, el 45% de les explotacions del moviment són d'horta i més del 40% venen directament en un mercat, en associació per al manteniment de l'agricultura pagesa (AMAP) o a la finca.
L'any 2018, després de cinc anys d'activitat, la fundació va recaptar 6 milions d'euros en donacions que li van permetre adquirir prop de 4.000 ha explotades en 178 finques.
El 2019, el capital de la societat immobiliària va arribar 81 000 000 € .
Des 17 novembre 2020 la societat immobiliària Terre de Liens es beneficia d'un mandat de servei d'interès econòmic general (SIEG) atorgat per l'Estat per un període de deu anys,.
A finals de 2020, el nombre d'accionistes conjunts era de 17.306 per un capital de 100 934 100 €, és a dir, un import mitjà de subscripció de 2020 de 5 567 € .

### Identitat visual

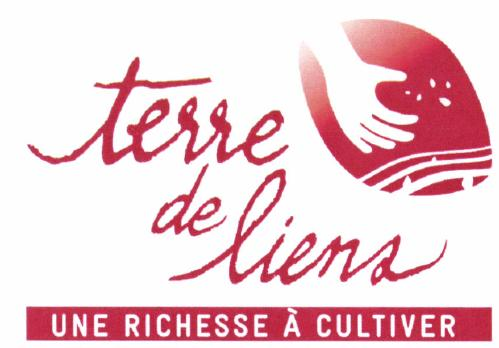
Logotip del 2009 al 2013
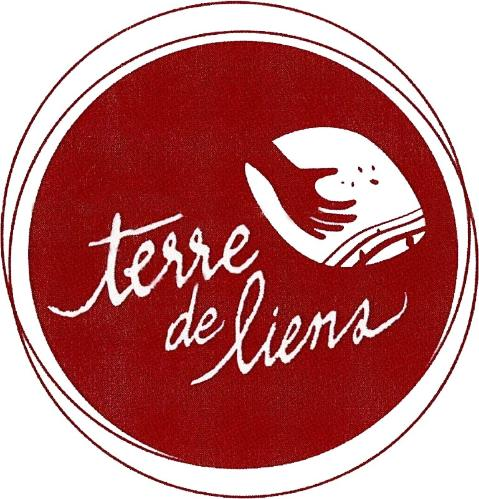
Logotip del 2013